# Adelpha alala
Espèce
Adelpha alala  est une espèce de papillons de la famille des Nymphalidae, sous-famille des Limenitidinae et du genre Adelpha.

## Dénomination
Adelpha alala a été décrit par William Chapman Hewitson en 1867 sous le nom Heterochroa alala.

### Sous-espèces
- Adelpha alala alala ; présent au Venezuela
- Adelpha alala completa Fruhstorfer, 1907 ; présent au Venezuela et en Colombie.
- Adelpha alala negra (C. & R. Felder, 1862) ; présent, en Équateur, en Colombie, en Bolivie, au Pérou et en Argentine.
- Adelpha alala titia Fruhstorfer, 1915 ; présent au Venezuela et en Colombie[1].

### Noms vernaculaires
Adelpha alala se nomme en anglais Alala Sister.

## Description
Adelpha  alala est un papillon d'une envergure de 42 mm à 50 mm, à bord externe des ailes antérieures légèrement concave au dessus marron marqué d'une bande blanche dans l'aire discale des ailes antérieures et postérieures formant un grand V avec aux ailes antérieures une ligne submarginale de taches de couleur jaune orangé.
Le revers est jaune orangé taché de beige nacré avec la même large bande blanche que sur le dessus.

## Écologie et distribution
Adelpha alala est présent au Venezuela, en Équateur, en Colombie, en Bolivie, au Pérou  et en Argentine. 

### Biotope
Adelpha alala réside dans la forêt humide sur le versant est des Andes à une altitude de 500 m à 2 600 m.

### Protection
Pas de statut de protection particulier.